# Ferdinand von Hirschfeld
Pour les articles homonymes, voir Hirschfeld.
Karl Friedrich Wilhelm Ferdinand von Hirschfeld (né le 5 janvier 1792 à Halberstadt et mort le 25 décembre 1863 à Pansin) est un général d'infanterie prussien.

## Biographie

### Origine
Ses parents sont le général d'infanterie prussien Karl Friedrich von Hirschfeld (1747-1818) et sa première épouse Karoline Friederike Philippine, née von Faggyas (1761-1795). Trois de ses frères deviennent également généraux: Alexander Adolf (1787-1858), Moritz (1790-1859), Karl (1800-1878).

### Carrière militaire
À partir de 1802, Hirschfeld étudie à la maison des cadets de Berlin et, en 1804, rejoint le régiment à pied de la Garde de l'armée prussienne tant que Junker. Lorsque la guerre de la Quatrième Coalition éclate en 1806, il porte le drapeau du bataillon de Potsdam à Iéna lors de la marche, pendant la bataille d'Iéna et lors de la retraite jusqu'à la capitulation de Prenzlau. Lorsqu'il devient clair que le drapeau va être remis, il brûle la hampe et cache le tissu du drapeau sur sa poitrine nue pour le soustraire aux Français. Le jeune junker de quatorze ans porte d'abord le drapeau à Brandebourg-sur-la-Havel, puis auprès du roi à Königsberg. Avec ses moyens financiers extrêmement limités et un passeport pour la Poméranie, il se rend à pied en Prusse-Orientale. Il lui a fallu près de deux mois pour atteindre Königsberg. Après avoir remis le drapeau au roi, il est réengagé comme junker dans la garde à pied. Après avoir réussi l'examen, il devient enseigne en 1808 et sous-lieutenant en 1809. Du 23 septembre 1813 à avril 1814, il est commandé au corps d'armée de von Colomb. Pour la bataille de Lützen, il reçoit la croix de fer de 2e classe. Il continue à gravir les échelons et devient premier-lieutenant en 1815, capitaine et commandant de compagnie en 1816, major en 1828 et lieutenant-colonel en 1839.
En 1840, Hirschfeld quitte le 1er régiment à pied de la Garde, auquel il appartient depuis 1806. Hirschfeld est chargé le 30 mars 1840 de diriger le 2e régiment de grenadiers de la Garde et est nommé commandant avec la promotion au grade de colonel le 10 septembre 1840. Fin mars 1846, il reçoit le commandement de la 3e brigade de Landwehr, en 1847, il devient major général et en 1848, commandant de la 1re brigade d'infanterie de la Garde et commandant de Potsdam par intérim. En 1851, il devient commandant de la 3e division d'infanterie et promu lieutenant général en 1852. En 1856, il devient commandant de la 12e division d'infanterie et, la même année, il est mis à disposition, sur sa demande, avec une pension et avec l'attribution du caractère de général d'infanterie. Il est admis dans l'ordre de Saint-Jean le 18 janvier 1838. Le 24 juin 1858, il devient chevalier de droit de l'ordre en recevant les insignes de chevalier. Il est décédé le 25 décembre 1863.

### Famille
Hirschfeld se marie le 14 juillet 1848 à Pansin avec Ottilie von Puttkamer de la branche de Pansin (1824-1860). Les enfants suivants sont nés de ce mariage :
- Eugen Rudolf Ernst (1849-1921), général de division prussien
- César Friedrich (né et mort en 1851)
- Agnes Friederike Johanna (1852-1926) mariée avec Otto von Dewitz-Krebs (1847–1918) sur Weitenhagen, lieutenant-colonel
- Gerhard Julius Lothar Rudolf (1854-1856)
- Gertrud Ida Martha Albertine (née en 1856)